# هنینگ (مینه‌سوتا)
هنینگ، مینه‌سوتا (به انگلیسی: Henning, Minnesota) یک شهر در ایالات متحده آمریکا است که در شهرستان اوتر تیل، مینه‌سوتا واقع شده‌است.

## خصوصیات
هنینگ ۸٫۷۵ کیلومترمربع مساحت و ۸۰۲ نفر جمعیت دارد و ۴۳۷ متر بالاتر از سطح دریا واقع شده‌است.